# Juegos Panamericanos Junior de 2025
Los Juegos Panamericanos Junior 2025, también conocidos como Asu 2025, es la segunda edición de los Juegos Panamericanos Junior, evento multideportivo internacional para atletas de 12 a 22 años de los 41 Comités Olímpicos Nacionales miembros de la Organización Deportiva Panamericana (ODEPA). Su sede principal es la ciudad de Asunción, Paraguay; siendo la primera vez que se realiza una edición de los Juegos Panamericanos en el país.
Como en la edición anterior, algunos eventos clasifican para los Juegos Panamericanos de 2027. La edición también marca la preparación de los jóvenes atletas para los Juegos Olímpicos de la Juventud de Dakar 2026 y los Juegos Olímpicos de Los Ángeles 2028.

## Elección de sede
Tres ciudades mostraron interés en ser sede de la segunda edición de los Juegos Panamericanos Junior:
- Asunción: faltando menos de tres días para el inicio de los Juegos Suramericanos de 2022, la capital paraguaya expresó interés en albergar esta versión del Pan, con el objetivo de reutilizar parte de la estructura que se utilizaría en los Juegos Suramericanos. Paraguay nunca antes había sido sede de una edición de los Juegos Panamericanos, así como también sería sede por primera vez de los Juegos Sudamericanos.[4]

- Lima: la capital peruana buscaba una candidatura para las elecciones con el objetivo de impulsar el deporte en el país. Según el proyecto, la ciudad utilizaría buena parte de las estructuras que se habilitaron para los Juegos Panamericanos y los Juegos Parapanamericanos de 2019, al igual que lo haría sufrir algún tipo de modificación para adaptarse a los modelos actuales.[5]

- Santa Marta: la ciudad costera de Colombia oficializó su candidatura el 22 de julio de 2022 y tendría como objetivo celebrar el aniversario de la región, que cumpliría 500 años en 2025. Además, la elección también serviría como prueba para los Juegos Panamericanos de 2027 y los Juegos Parapanamericanos de 2027, que inicialmente se llevarían a cabo en Barranquilla, pero luego perdieron los derechos y fueron otorgados a Lima. El país también fue sede de la primera edición de los Juegos Panamericanos Junior en 2021, a través de la ciudad de Calí y la región del Valle del Cauca, que también celebró el 50 aniversario de los Juegos Panamericanos de 1971, también en Calí.[6]

El proceso de elección de la segunda edición de los Juegos Panamericanos Junior se llevó a cabo el 28 de noviembre de 2022, durante una asamblea general de PanAm Sports en Miami, en los Estados Unidos.Sólo las ciudades de Asunción y Santa Marta continuaban en la disputa final por definir la sede, ya que Lima se había retirado días antes.
La capital paraguaya recibió 32 votos contra 16 de la ciudad colombiana en una sola vuelta, siendo proclamada vencedora de la elección.
| Asunción    | Paraguay | 32 |
| Santa Marta | Colombia | 16 |

Cuatro meses después de la votación, Asunción se convirtió en sede oficial de la segunda edición de los Juegos Panamericanos Junior el 15 de marzo de 2023, en un acto formal de firma de contrato en Palacio de Gobierno, con la presencia de autoridades locales y miembros de PanAm Sports.

## Sedes
Los siguientes recintos albergarán los distintos deportes en la ciudad de Asunción y otras subsedes.
| Sede                  | Recinto                               | Ciudad              | Deporte                                    |
| --------------------- | ------------------------------------- | ------------------- | ------------------------------------------ |
| Complejo SND          | Confederación Paraguaya de Handball   | Asunción            | Balonmano                                  |
| Complejo SND          | Pabellón de Gimnasia                  | Asunción            | Gimnasia artística, Gimnasia en trampolín  |
| Complejo SND          | Federación Paraguaya de Voleibol      | Asunción            | Voleibol                                   |
| Complejo SND          | Levantamiento de pesas                | Asunción            |                                            |
| Complejo SND          | Bádminton                             | Asunción            |                                            |
| Complejo SND          | Federación Paraguaya de Tenis de Mesa | Asunción            | Tenis de mesa                              |
| Complejo SND          | Esgrima                               | Asunción            |                                            |
| Complejo SND          | Centro Nacional de Squash             | Asunción            | Squash                                     |
| Costanera de Asunción | Costanera de Asunción                 | Asunción            | Ciclismo en ruta                           |
| Bahía de Asunción     | Bahía de Asunción                     | Asunción            | Remo, Canotaje de velocidad                |
| Asunción Golf Club    | Asunción Golf Club                    | Asunción            | Golf                                       |
| Parque Olímpico       | Polígono de Tiro                      | Luque               | Tiro deportivo                             |
| Parque Olímpico       | Centro Nacional de Tiro con Arco      | Luque               | Tiro con arco                              |
| Parque Olímpico       | Baloncesto                            | Luque               |                                            |
| Parque Olímpico       | Velódromo Olímpico Nacional           | Luque               | Ciclismo en pista                          |
| Parque Olímpico       | Centro Nacional de Patinaje Velocidad | Luque               | Patinaje de velocidad                      |
| Parque Olímpico       | Estadio Mundialista Los Pynandi       | Luque               | Voleibol de playa                          |
| Parque Olímpico       | Lucha libre                           | Luque               |                                            |
| Parque Olímpico       | Lucha grecorromana                    | Luque               |                                            |
| Parque Olímpico       | Taekwondo                             | Luque               |                                            |
| Parque Olímpico       | Judo                                  | Luque               |                                            |
| Parque Olímpico       | Karate                                | Luque               |                                            |
| Parque Olímpico       | Centro Nacional de Hockey             | Luque               | Hockey sobre césped                        |
| Parque Olímpico       | Skatepark Olímpico                    | Luque               | Skateboarding                              |
| Parque Olímpico       | Pista BMX                             | Luque               | BMX Freestyle, BMX Racing                  |
| Parque Olímpico       | Baloncesto 3×3                        | Luque               |                                            |
| Parque Olímpico       | Centro Acuático Olímpico              | Luque               | Natación, Natación artística, Clavados     |
| Parque Olímpico       | Estadio Héroes de Curupayty           | Luque               | Rugby 7                                    |
| Parque Olímpico       | Pista de Atletismo                    | Luque               | Atletismo                                  |
| Rakiura Resort        | Rakiura Resort                        | Luque               | Tenis                                      |
| Lago Manene           | Lago Manene                           | Ypacaraí            | Esquí acuático                             |
| Club Agua Vista       | Club Agua Vista                       | San Juan del Paraná | Ciclismo de montaña                        |
| Playa San José        | Playa San José                        | Encarnación         | Vela, Triatlón, Natación en aguas abiertas |

## Deportes
El 11 de octubre de 2024 el comité organizador confirmó que 28 deportes, cantidad similar a la edición anterior, con un total de 43 disciplinas, serán desarrollados en estos Juegos:

Los deportes/disciplinas que debutarán en esta edición son: natación en aguas abiertas, BMX freestyle, tiro con escopeta, golf, esquí acuático, baloncesto 3x3, hockey y rugby 7.
- Atletismo (detalles)
- Bádminton (detalles)
- Baloncesto 3x3 (detalles)
- Balonmano (detalles)
- Canotaje (detalles)
- Ciclismo (detalles)
  -  BMX freestyle
  -  BMX racing
  -  Ciclismo de montaña
  -  Ciclismo de pista
  -  Ciclismo de ruta
- Deportes acuáticos
  -  Clavados (detalles)
  -  Natación (detalles)
  -  Natación artística (detalles)
  -   Natación en aguas abiertas (detalles)
- Esgrima (detalles)
- Esquí acuático (detalles)
- Gimnasia (detalles)
- Golf (detalles)
- Hockey sobre césped  (detalles)
- Judo (detalles)
- Karate (detalles)
- Levantamiento de pesas (detalles)
- Lucha (detalles)
  -  Lucha grecorromana 
  -  Lucha libre
- Patinaje
  -  Patinaje artístico (detalles)
  -  Patinaje de velocidad (detalles)
  -  Skateboarding (detalles)
- Remo (detalles)
- Rugby 7 (detalles)
- Squash (detalles)
- Taekwondo (detalles)
- Tenis (detalles)
- Tenis de mesa (detalles)
- Tiro con arco (detalles)
- Tiro deportivo (detalles)
- Triatlón (detalles)
- Vela (detalles)
- Voleibol
  -  Voleibol (detalles)
  -  Voleibol de playa (detalles)

## Países participantes
Los 41 países miembros de la Organización Deportiva Panamericana enviarían delegaciones de deportistas. A continuación, los países participantes junto al código COI de cada uno:
- Antigua y Barbuda  (ANT) (27)
- Argentina  (ARG) (338)
- Aruba  (ARU) (30)
- Bahamas  (BAH) (17)
- Barbados  (BAR) (10)
- Belice  (BIZ) (18)
- Bermudas  (BER) (13)
- Bolivia  (BOL) (67)
- Brasil  (BRA) (345)
- Canadá  (CAN) (320)
- Chile  (CHI) (281)
- Colombia  (COL) (211)
- Costa Rica  (CRC) (110)
- Cuba  (CUB) (288)
- Dominica  (DMA) (7)
- Ecuador  (ECU) (188)
- El Salvador  (ESA) (56)
- Estados Unidos  (USA) (424)
- Granada  (GRN) (27)
- Guatemala  (GUA) (135)
- Guyana  (GUY) (11)
- Haití  (HAI) (46)
- Honduras  (HON) (72)
- Islas Caimán  (CAY) (15)
- Islas Vírgenes Británicas  (IVB) (11)
- Islas Vírgenes de los EE. UU. (ISV) (7)
- Jamaica  (JAM) (120)
- México  (MEX) (390)
- Nicaragua  (NIC) (46)
- Panamá  (PAN) (62)
- Paraguay  (PAR) (Sede) (320)
- Perú  (PER) (75)
- Puerto Rico  (PUR) (125)
- República Dominicana  (DOM) (95)
- San Cristóbal y Nieves  (SKN) (11)
- San Vicente y las Granadinas  (VIN) (5)
- Santa Lucía  (LCA) (17)
- Surinam  (SUR) (43)
- Trinidad y Tobago  (TRI) (76)
- Uruguay  (URU) (122)
- Venezuela  (VEN) (166)

## Medallero
País organizador 
Actualizado al 19 de agosto.
- Fuente:

| Núm. | País                                 | Oro | Plata | Bronce | Total |
| ---- | ------------------------------------ | --- | ----- | ------ | ----- |
| 1    | Brasil                               | 59  | 31    | 42     | 132   |
| 2    | Colombia                             | 35  | 21    | 26     | 82    |
| 3    | Estados Unidos                       | 30  | 33    | 28     | 91    |
| 4    | Argentina                            | 20  | 28    | 17     | 65    |
| 5    | México                               | 19  | 35    | 35     | 89    |
| 6    | Chile                                | 16  | 14    | 21     | 51    |
| 7    | Canadá                               | 10  | 12    | 17     | 39    |
| 8    | Cuba                                 | 9   | 5     | 8      | 22    |
| 9    | Guatemala                            | 5   | 3     | 2      | 10    |
| 10   | Venezuela                            | 4   | 8     | 12     | 24    |
| 11   | Ecuador                              | 3   | 10    | 10     | 23    |
| 12   | Paraguay                             | 3   | 3     | 10     | 16    |
| 13   | Puerto Rico                          | 3   | 3     | 6      | 12    |
| 14   | Uruguay                              | 1   | 4     | 4      | 9     |
| 15   | Perú                                 | 1   | 3     | 12     | 16    |
| 16   | Bahamas                              | 1   | 1     | 2      | 2     |
| 17   | Panamá                               | 1   | 1     | 1      | 3     |
| 18   | Aruba                                | 1   | 1     | 0      | 2     |
| 18   | Islas Vírgenes de los Estados Unidos | 1   | 1     | 0      | 2     |
| 20   | Trinidad y Tobago                    | 1   | 0     | 8      | 9     |
| 21   | Bolivia                              | 1   | 0     | 1      | 2     |
| 21   | Islas Caimán                         | 1   | 0     | 1      | 2     |
| 23   | Haití                                | 1   | 0     | 0      | 1     |
| 24   | República Dominicana                 | 0   | 2     | 3      | 5     |
| 25   | El Salvador                          | 0   | 2     | 1      | 3     |
| 26   | Bermudas                             | 0   | 1     | 1      | 2     |
| 26   | Jamaica                              | 0   | 1     | 1      | 2     |
| 28   | Barbados                             | 0   | 0     | 2      | 2     |
| 29   | Nicaragua                            | 0   | 0     | 2      | 2     |
| 29   | Guyana                               | 0   | 0     | 2      | 2     |
| 31   | Costa Rica                           | 0   | 0     | 1      | 1     |
| 31   | Islas Vírgenes Británicas            | 0   | 0     | 1      | 1     |